# Zacarias de Jerusalém
Zacarias de Jerusalém foi o patriarca de Jerusalém entre 609 e 632 d.C. Passou a maior parte de seu patriarcado como um prisioneiro dos sassânidas do rei Cosroes II. É comemorado como santo pela Igreja Ortodoxa no dia 21 de fevereiro.

## Biografia
Os primeiros anos da vida de Zacarias são desconhecidos. Em 614 d.C. o rei persa Cosroes invadiu Jerusalém, saqueou a cidade e levou como espólio a mais importante relíquia do cristianismo, a Vera Cruz, juntamente com um grande número de prisioneiros, incluindo o patriarca Zacarias. Mais de 90.000 cristãos morreram no ataque à cidade e no período subsequente. Quase todas as igrejas da cidade foram destruídas. Logo em seguida, Heráclio depôs Focas e se tornou o novo imperador bizantino. Em sete anos, entre 622 e 629, ele realizou diversas campanhas militares de sucesso contra os sassânidas e todos os territórios perdidos foram recuperados. Finalmente, em 629 d.C., os persas devolveram a Vera Cruz e, em 21 de março de 630, o próprio Heráclio entrou em Jerusalém carregando a cruz nos ombros. A cidade estava em ruínas.
Conta a tradição cristã que, durante os quatorze anos de cativeiro, diversos milagres ocorreram no Império Sassânida como resultado da presença da Vera Cruz. Zacarias morreu em paz em 632 e foi sucedido por Modesto, que agiu como lugar-tenente durante o cativeiro do patriarca.[carece de fontes?]